# Hunter Luepke
Hunter Jon Luepke (Spencer, 28 febbraio 2000) è un giocatore di football americano statunitense che milita nel ruolo di fullback per i Dallas Cowboys della National Football League (NFL).

## Carriera
Al college Luepke giocò a football alla North Dakota State University, vincendo due campionati FBS nel 2019 e nel 2021. Dopo non essere stato scelto nel Draft NFL 2023 firmò con i Dallas Cowboys il 29 aprile, ricevendo un bonus alla firma di 200.000 dollari. Al termine del training camp riuscì a entrare nei 53 uomini del sport per l’inizio della stagione regolare. Nella sua prima annata disputò tutte le 17 partite, nessuna delle quali come titolare, con 19 yard corse e un touchdown su corsa.